# Тибиран-Жонак
Тибира́н-Жона́к (фр. Tibiran-Jaunac, окс. Tibiran e Jaunac) — коммуна во Франции, находится в регионе Юг — Пиренеи. Департамент — Верхние Пиренеи. Входит в состав кантона Сен-Лоран-де-Нест. Округ коммуны — Баньер-де-Бигор.
Код INSEE коммуны — 65444.

## География

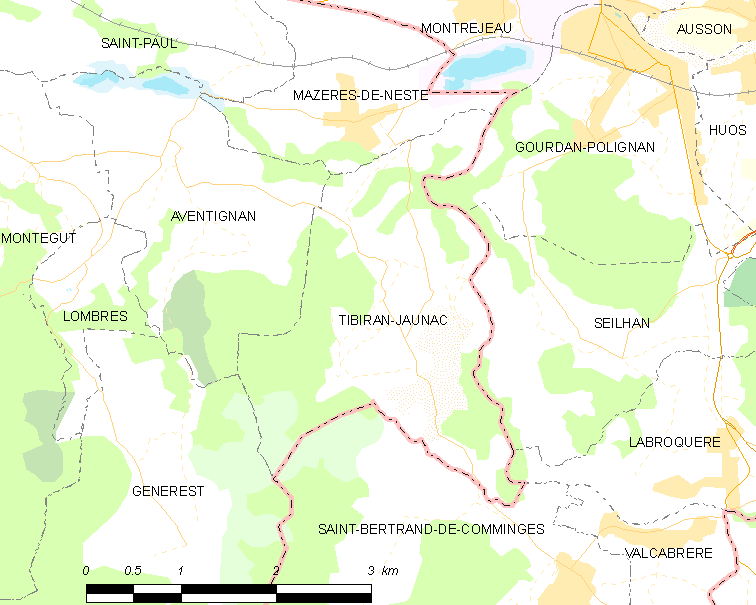
Карта коммуны

Коммуна расположена приблизительно в 660 км к югу от Парижа, в 100 км юго-западнее Тулузы, в 45 км к юго-востоку от Тарба.
Коммуна расположена на местности Бигорр. На востоке коммуны протекает река Гаронна.

## Климат
Климат умеренно-океанический с солнечной тёплой погодой и обильными осадками на протяжении практически всего года.

## Население
Население коммуны на 2010 год составляло 273 человека.
| 1962 | 1968 | 1975 | 1982 | 1990 | 1999 | 2010 |
| ---- | ---- | ---- | ---- | ---- | ---- | ---- |
| 244  | 240  | 222  | 229  | 246  | 246  | 273  |

## Администрация
| Период | Период | Фамилия      | Партия | Примечания |
| ------ | ------ | ------------ | ------ | ---------- |
| 2001   | 2020   | Кристиан Рем |        |            |

## Экономика
В 2010 году среди 141 человека трудоспособного возраста (15-64 лет) 97 были экономически активными, 44 — неактивными (показатель активности — 68,8 %, в 1999 году было 56,4 %). Из 97 активных жителей работали 88 человек (48 мужчин и 40 женщин), безработных было 9 (3 мужчин и 6 женщин). Среди 44 неактивных 8 человек были учениками или студентами, 25 — пенсионерами, 11 были неактивными по другим причинам.

## Достопримечательности
- Часовня Нотр-Дам-дю-Бут-де-Рив
- Пещера с доисторическими изображениями. Исторический памятник с 1953 года[4]